# فهرست سرزمین‌های دارای زبان رسمی فارسی

پرچم کشورهای فارسی زبان

در اینجا فهرست سرزمین‌هایی که زبان رسمی‌شان فارسی است، ارائه شده‌است.

نقشه سرزمین‌های فارسی‌زبان. راهنما
ایران، افغانستان، تاجیکستان
ازبکستان، عراق
ترکیه، امارات متحده عربی، ایالات متحده آمریکا
قطر، عربستان سعودی، پاکستان، آلمان، اسرائیل، بریتانیا، سوئد، بحرین، کانادا، روسیه، کویت
استرالیا، عمان، فرانسه، سوریه، ژاپن، قرقیزستان، یمن، قزاقستان، هلند، بلژیک، اتریش، چین، هند، ترکمنستان، ایتالیا، فنلاند، اسپانیا، نروژ
سایر کشورها

## زبان رسمی
| کشور      | منطقه | جمعیت کل    | جمعیت فارسی‌زبانان | جمعیت فارسی‌زبانان |
| کشور      | منطقه | جمعیت کل    | مادری             | کل                |
| --------- | ----- | ----------- | ----------------- | ----------------- |
| ایران     | آسیا  | ۸۳٬۷۱۳٬۰۱۲  | ۵۰٬۵۶۸٬۰۰۰        | ~۷۰٬۰۰۰٬۰۰۰       |
| افغانستان | آسیا  | ۳۲٬۸۹۰٬۱۷۱  | ۱۶٬۶۵۰٬۰۰۰        | ~۳۰٬۰۰۰٬۰۰۰       |
| تاجیکستان | آسیا  | ۹٬۳۱۳٬۸۰۰   | ۶٬۳۷۳٬۸۳۴         | ~۹٬۳۰۰٬۰۰۰        |
| داغستان   | اروپا | ۳٬۱۳۲٬۲۶۸   | ۲٬۰۱۰             | ~۲٬۱۰۰            |
| کل        |       | ۱۲۹٬۰۲۰٬۱۸۴ | ۷۳٬۵۹۳٬۸۳۴        | ۱۰۹٬۳۰۰٬۰۰۰       |

## زبان اقلیت چشم‌گیر
| کشور     | منطقه | جمعیت کل   | فارسی‌زبانان          | فارسی‌زبانان |
| کشور     | منطقه | جمعیت کل   | جمعیت                | درصد        |
| -------- | ----- | ---------- | -------------------- | ----------- |
| ازبکستان | آسیا  | ۳۴٬۴۱۲٬۳۴۹ | ۱٬۵۴۴٬۷۰۰−۱۰٬۰۰۰٬۰۰۰ | ۴٬۸−۳۰٪     |
| بحرین    | آسیا  | ۱٬۵۹۲٬۰۰۰  | ۱۰۰٬۰۰۰              | ۱۴٪         |

## زبان تاریخی

### هند

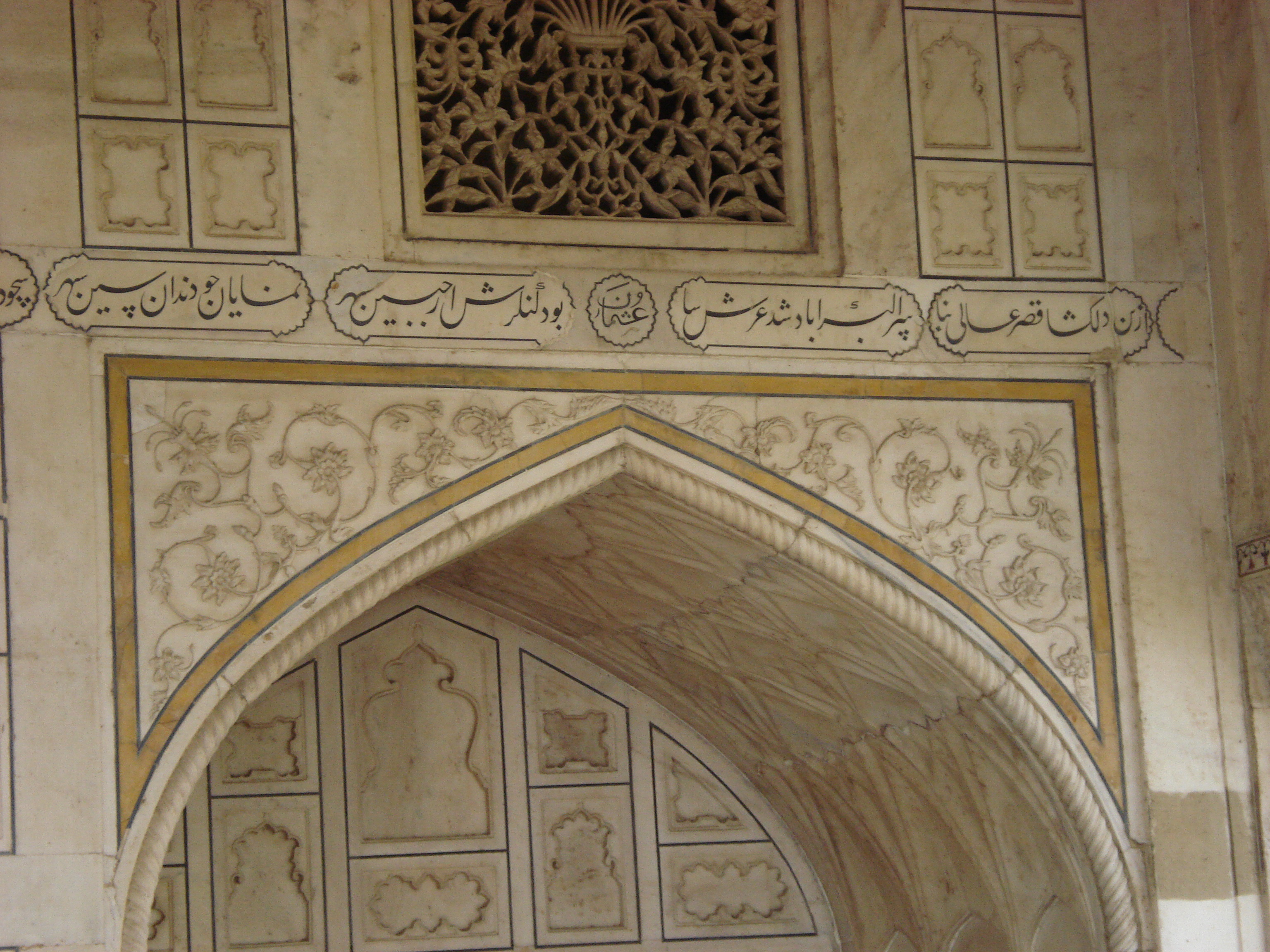
اشعار فارسی در تاج محل

زبان و ادب فارسی در هند سابقهٔ دیرینه‌ای دارد. دربارهٔ پیشینهٔ رواج زبان و ادب پارسی در شبه‌قاره، از مدارک تاریخی چنین برمی‌آید که در سدهٔ سوم هجری، برای نخستین بار هندوان فرصت یافتند تا با فارسی‌زبانان آشناییِ مؤثر پیدا کنند. در آن زمان بنا به قول ابن حوقل در صوره‌الارض و اصطخری در المسالک و الممالک، مردمِ «مُلتان» و «منصوره» به زبان عربی و سِندی، و مردم «مُکران»، به زبان فارسی سخن می‌گفتند. در اوایل سده چهارم هجری، در سِند شاعری ظهور کرد مشهور به رابعه بنت کعب که اشعار فصیح دلکشی از او در قدیمی‌ترین تذکره‌ها نقل شده‌است و می‌رسانَد که در زمان او، زبان فارسی در سِند رواج داشته‌است. در حدود یک میلیون نسخه خطی به زبان فارسی در هند وجود دارد که این میزان یک دهم کل نسخ خطی موجود در این کشور است و خط فارسی در منابع علمی کشور هند بسیار رایج است.
شواهد نشان می‌دهد که قبل از غزنویان عده ای در بخش مرکزی هند به زبان فارسی صحبت می‌کرده‌اند. در طی آن زمان کلیه مراودات، مکاتبات، نامه نگاری‌ها و اسناد دولتی که توسط شاهان و درباریان انجام و به سراسر جهان ارسال می‌شد به زبان فارسی بود که موجب گسترش این زبان شد. این زبان در مدارس و مکتب خانه‌ها و بین دانشمندان رواج داشت و لذا در زبان وادب محلی هند و بین قشرها مختلف جامعه نیز نفوذ پیدا کرده و ماندگار شد. زبان فارسی جزو زبانهای هندواروپایی است که شباهت بسیار زیادی به زبان بسیار قدیمی سانسکریت دارد. زبان فارسی به‌طور نظام یافته توسط محمود غزنوی به هند وارد شد. امروزه نیز در بسیاری از زبان‌های محلی هند از جمله زبان پنجابی، زبان گجراتی، زبان بنگالی، زبان تامیل و به خصوص زبان اردو کلمات فارسی زیادی به کار می‌رود. این زبان، زبان قانونی و حقوقی هند بوده تست و اغلب اصطلاحات حقوقی هند از زبان فارسی نشات گرفته‌است. ارزش بسیار بالای آکادمیک زبان فارسی در شبه قاره هند به گونه ای است که امروزه زبان فارسی در تمامی دانشگاه‌های مرکزی هند از سطح کارشناسی تا دکتری تدریس می‌شود. در بیش تر مدارس نیز این زبان جزو زبان‌های انتخابی است و تدریس می‌گردد اگرچه در سال‌های اخیر در شمال هند که مسلمانان حضور حداکثری دارند برخی مدارس زبان عربی را به جای زبان فارسی آموزش می‌دهند.
زبان فارسی پیش از آنکه هندوستان مستعمره انگلستان شود، دومین زبان رسمی این کشور (در دوره گورکانیان زبان رسمی) و زبان فرهنگی و علمی به‌شمار می‌رفت. اما پس از استعمار، انگلیسی‌ها در سال ۱۸۳۲ میلادی با اجبار زبان انگلیسی را جایگزین زبان فارسی کردند. زبان فارسی در دورهٔ غزنویان به هند راه یافت در آن دوره پارسی، زبان ادبیات، شعر، فرهنگ و دانش بود. با تأسیس امپراتوری مغول هندوستان به اوج پیشرفت خود در هند رسید و زبان رسمی هندوستان شد. زبان فارسی هندوستان شاعران بزرگی همچون بیدل دهلوی، و امیر خسرو دهلوی و دستگاه شعری سبک هندی را در خود پروراند. از دیگر شاعران نامدار فارسی زبان شبه قاره هندوستان، می‌توان از اقبال لاهوری نام برد. همچنین فارسی زبانان هندوستان، واژه‌نامه‌های ارزشمندی برای زبان فارسی گردآوری کردند که از آن‌جمله می‌توان به فرهنگ ابراهیمی از ابراهیم قوام‌الدین فروغی، فرهنگ آنندراج از محمد پاشا، اشاره کرد.

### عثمانی
از عوامل مهم انتشار و گسترش زبان فارسی و فرهنگ ایرانی در آسیای کوچک، یکی مهاجرت خاندانهای با فضل و دانش ایرانی‌تبار مانند بهاءالدین سلطان‌العلماء پدر مولانا، نجم‌الدین رازی «دایه»، اوحدالدین کرمانی، فخرالدین عراقی، سراج‌الدین ارموی، سیف‌الدین فرغانی، ناصرالدین ابن‌بی‌بی و…باین منطقه‌است. محیط امن و دانش‌پرور بلاد روم در قرن هفتم و امکان نشأت خلاقیت فرهنگی، عرفاء و ادبای جهان اسلام را باین سامان کشانده بود. آثار فارسی این بزرگان علم و ادب، مخصوصاً تصنیف کتاب مستطاب مثنوی مولوی و پیدایش طریقت فارسی مولویه، نه تنها زبان و ادب فارسی را در آن دیار استوار ساخت، بلکه به روایت عزیزبن اردشیر استرآبادی (متوفی بعد از سال ۸۰۰ ه‍.ق / ۸–۱۳۷۹م) مؤلف کتاب بزم و رزم، «جمهور اهالی ممالک روم» در قرن هشتم هجری «به زبان پارسی مایل و راغب بودند».

### چین
زبان فارسی در چین به پیشینه ۲۶۰۰ ساله فرهنگ و تمدن ایران با چین گره خورده‌است. تعامل ایران و چین از دوره ساسانی تداوم داشته‌است و در هنگام ایجاد جاده ابریشم این روابط به اوج رسید و پس از پیدایش اسلام این روابط توسعه پیدا کرد. نسخه‌های خطی فارسی فراوانی در چین وجود دارد و کتاب‌های فرهنگ فارسی در چین تألیف حسین وفایی در قرن دهم و منهاج الطلب نوشته محمد بن حکیم زینینی در دستور زبان فارسی در سال ۱۶۶۰ میلادی شواهد متقنی برای اثبات این امر است. با ایجاد سلسله مغولی یوآن، تعداد زیادی از مسلمانان آسیای مرکزی و آسیای غربی به چین مهاجرت کردند که ایرانی‌ها و فارسی‌زبان‌ها بخش قابل توجهی از آن‌ها بودند و به این ترتیب در این دوره زبان فارسی یکی از سه زبان رسمی چین و زبان اول مسلمانان چین شد.